# Franz Eduard Suess
Pour les articles homonymes, voir Suess.
Franz Eduard Suess, également orthographié Franz Eduard Sueß, (7 octobre 1867 - 25 janvier 1941) est un géologue autrichien.

## Biographie
Il est le fils d'Eduard Suess et le père du physico-chimiste et physicien nucléaire Hans Suess (1909-1993). Suess est professeur à l'Université technique de Prague de 1908 à 1910 et professeur à l'Université de Vienne de 1911 à 1938. Membre à part entière de l'Académie des sciences de Vienne, il est démis de ses fonctions en 1940 par décret du ministre de l'Éducation du Reich. Ses recherches portent sur les roches cristallines, en particulier sur le massif de Bohême. Il a également mené des recherches dans le domaine de l'hydrogéologie et sur la moldavite. Suess a introduit le terme tectite dans la littérature scientifique.

## Honneurs
L'astéroïde (12002) Suess est nommé en son honneur.